# Obraz Matki Bożej Tylickiej
Obraz Matki Bożej Tylickiej - Opiekunki Rodzin i Uzdrowienia Chorych – obraz Matki Bożej z Dzieciątkiem, znajdujący się w kościele Imienia NMP (sanktuarium Matki Bożej Tylickiej) w Tyliczu, w województwie małopolskim, w powiecie nowosądeckim, w gminie Krynica-Zdrój.

## Opis obrazu Matki Bożej
Obraz Matki Bożej z Dzieciątkiem z czasem został nazywany obrazem Matki Bożej Tylickiej. Wizerunek został podarowany w 1612 roku przez biskupa krakowskiego Piotra Tylickiego. Data powstania wizerunku jest nieznana. Wykonanie tego obrazu przypisuje się Adrianowi Ysenbrandtowi – niderlandzkiemu malarzowi, przypuszcza się więc, że obraz może liczyć ok. 500 lat (XVI/XVII wiek). Obraz został namalowany na desce o wymiarach 100 x 150 cm.
Obraz Maryi Tylickiej (wyróżnia się od innych wizerunków Maryi). Matka Boża trzyma swojego syna – Dzieciątko Jezus na prawej dłoni (na ogół jest to lewa dłoń). Dzieciątko Jezu nie siedzi, a stoi na kolanach i tuli się do Matki Bożej. Suknię Maryi przykrywa duży czerwony płaszcz. Wokół głowy Madonny i Dzieciątka są aureole. Na obrazie jest brak koron u Matki Boskiej jak i u Jezusa. Wizerunek tylicki robi wrażenie trójwymiarowego, ponieważ na pierwszym planie widnieje Maryja z Jezusem, a za nią w oddali widnieje odsłonięta kotara.
Obraz Maryi z Tylicza opisał bp Andrzej Jeż (biskup diecezji tarnowskiej) podczas homilii wygłoszonej w czasie ogłoszenia sanktuarium Matki Bożej Tylickiej (2016): "Na obrazie Matki Bożej Tylickiej oglądamy scenę pełną czułości i ciepła. Matka delikatnym gestem obejmuje swego Syna i przytula Go do Swojego policzka. Syn, tak jak to często robią dzieci, zakłada ręce na szyję Matki i tuli się w Jej ramionach. Dwie twarze, Matki i Syna trwają w miłosnym uścisku. Patrząc na ten obraz, czujemy się niejako przytuleni przez Maryję, objęci Jej troskliwym ramieniem. Kiedy będziemy wchodzić do tego sanktuarium, będziemy mieli doświadczenie Jej matczynej bliskości i obecności. W jej Matczynych ramionach, zawsze odnajdujemy również Jezusa. Maryja, przytulając nas do swego serca, prowadzi nas do Jezusa i chce byśmy, tak jak Ona objęli Go z miłością, byśmy uczynili z Niego centrum swojego życia i ostateczny cel naszej ziemskiej drogi...".

## Kult Maryi
Przez kilka stuleci wizerunek Madonny z Dzieciątkiem znajdował się w drewnianym kościele pw. świętych Apostołów Piotra i Pawła w głównym ołtarzu. Obecnie obraz znajduje się w wielkim ołtarzu (nowego) kościoła Imienia Maryi w Tyliczu. Obraz Matki Bożej posiada srebrną zasłonę, na której przedstawiona jest scena Zwiastowania NMP. Obraz jest uroczyście odsłaniany i zasłaniany.
27 sierpnia 2016 roku bp Andrzej Jeż podniósł kościół pw. Imienia Maryi Panny w Tyliczu do godności sanktuarium Matki Bożej Tylickiej – Opiekunki Rodzin i Uzdrowienia Chorych.
Przez cały rok przybywają licznie pielgrzymi, jest ich około 60 tysięcy rocznie. W sanktuarium istnieje Księga Łask i Podziękowań. Wpisy świadczą, że oprócz mieszkańców Tylicza, wpisują się wierni z całej Polski i zagranicy. Główne doroczne uroczystości ku czci Maryi Tylickiej odbywają się w niedzielę w okolicy 12 września, kiedy przypada liturgiczne wspomnienie Imienia NMP.